# チュニスエア
チュニスエア (Tunisair、アラビア語: الخطوط التونسية) は、チュニジアの国営航空会社で、首都チュニスを拠点としている。
子会社として地域航空会社のSevenairを持つほか、モーリタニアのモーリタニア航空の最大株主でもある。アラブ航空会社機構 (Arab Air Carriers Organization) の一員で、航空連合Arabesk Airline Allianceのメンバーでもある。

## 歴史

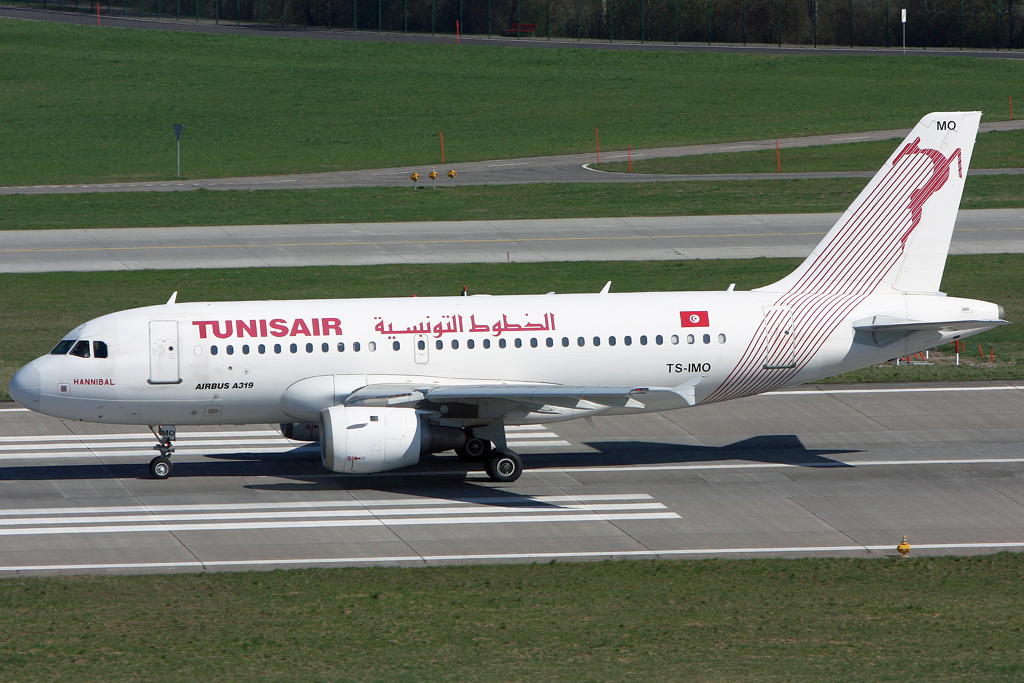
1948年、エールフランスとチュニジア政府が共同で設立した。
- 1949年4月1日、エールフランスからダグラス DC-3型機とチュニス発着の路線を移管され、運航を開始した[1]。
- 1950年代に入ると、カサブランカ、ガダミス、トリポリなど、海岸部を中心に路線を拡大した。
- 1954年、エールフランスからダグラスDC-4をリース導入し、パリ線に投入した。
- 1957年、エールフランスの保有株をチュニジア政府が購入し、チュニジア政府の保有株が過半数の51%に増加し、チュニジアの国営企業となった。
- 1961年8月31日、初のジェット機として、シュドカラベルIIIを受領した。
- 1966年4月、ルフトハンザとの提携を開始し、フランクフルトに就航した。フランクフルトには1961年10月に一度就航したが半年で運休していた。
- 1969年、ノール262を導入。
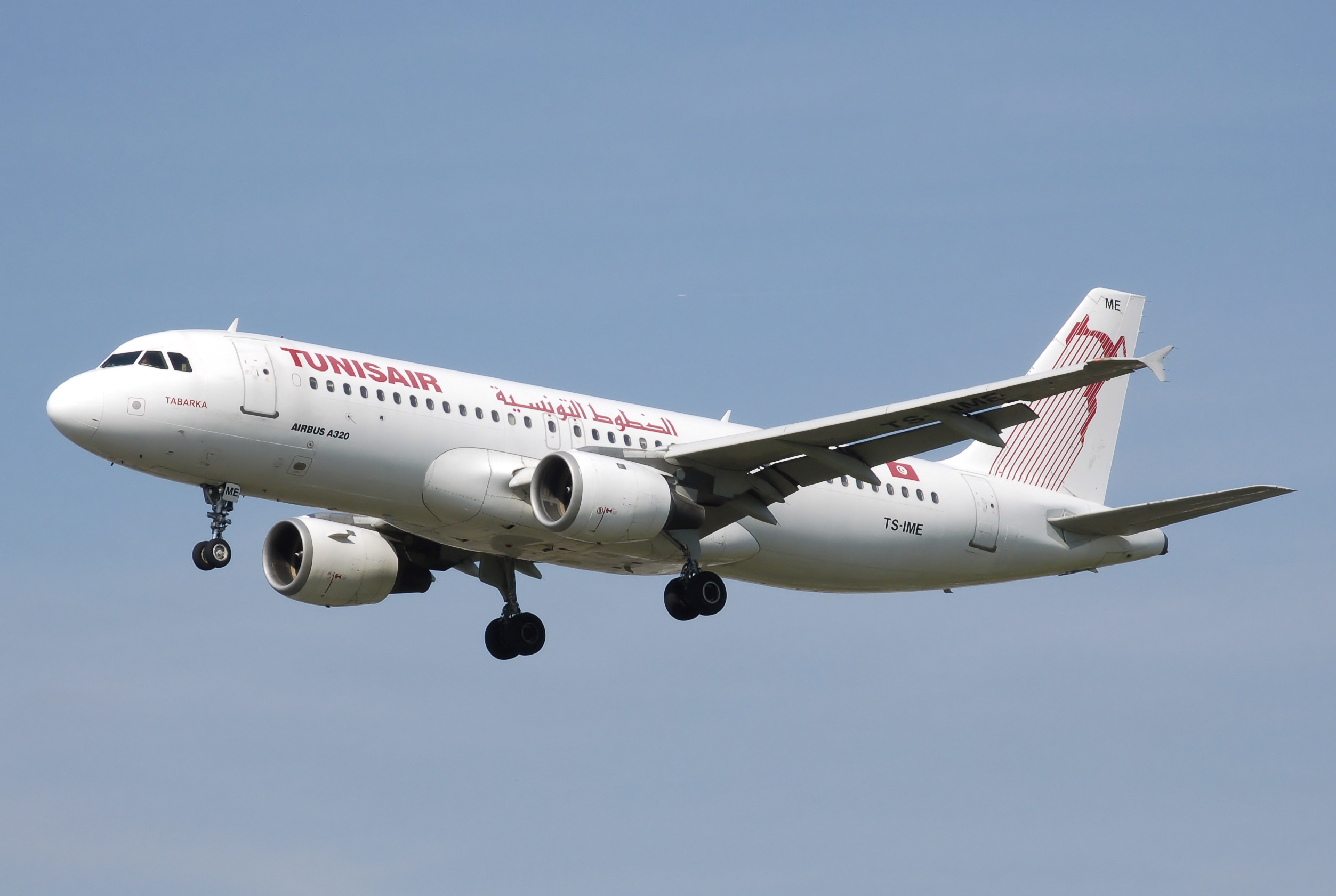
1972年3月12日、初のボーイング機としてボーイング727-200を導入し、パリ線に就航した[2]。
- 1972年4月1日、サベナ・ベルギー航空からボーイング707をリース導入し、ロンドン線を開設した[3]。
- 1995年に、チュニス証券取引所で株式の取引を開始した。
- 1997年10月、エアバスA320型機を発注し、アラブ、アフリカ地域で初めてエアバスA319を発注した[4]。
- 1997年、ボーイング737-600型機4機を発注した[5]。
- 2000年、2機の中古のエアバスA300-600Rを導入。
- 2008年7月、エアバスA350 XWB型機3機、エアバスA330-200型機3機、エアバスA320型機10機を発注した。
- 2013年、エアバスA350の発注をキャンセルした。
- 2011年7月、モスクワ/ドモジェドヴォ空港に就航した。
- 2016年7月、初の大西洋横断路線として、モントリオール線に就航した[6]。

## 機材
| 機材             | 運用機数 | 発注機数 | 座席数 | 座席数 | 座席数 | 備考 |
| 機材             | 運用機数 | 発注機数 | C      | Y      | 計     | 備考 |
| ---------------- | -------- | -------- | ------ | ------ | ------ | ---- |
| エアバスA319-100 | 2        | -        | 16     | 90     | 106    |      |
| エアバスA320-200 | 6        | -        | -      | 162    | 162    |      |
| エアバスA320-200 | 2        | -        | 16     | 120    | 136    |      |
| エアバスA320-200 | 2        | -        | 12     | 138    | 150    |      |
| エアバスA320neo  | 5        | -        | 12     | 138    | 150    |      |
| エアバスA330-200 | 2        | -        | 24     | 242    | 266    |      |
| 合計             | 29       | 5        |        |        |        |      |

- エアバスA319-100
- エアバスA320-200

### 過去の保有機材
| 機種                           | 保有数 | 座席数 | 座席数 | 座席数 | 運用期間   |
| 機種                           | 保有数 | C      | Y      | 計     | 運用期間   |
| ------------------------------ | ------ | ------ | ------ | ------ | ---------- |
| エアバスA300B4                 | 3      | 不明   | 不明   | 不明   | 1982-2002  |
| エアバスA300-600               | 4      | 28     | 235    | 263    | 1997-2014  |
| エアバスA310-300               | 2      | 不明   | 不明   | 不明   | 1991、2001 |
| ボーイング720                  | 1      | 不明   | 不明   | 不明   | 1975       |
| ボーイング737-200              | 11     | 不明   | 不明   | 不明   | 1978-2007  |
| ボーイング737-300              | 7      | 不明   | 不明   | 不明   | 1989-2005  |
| ボーイング737-500              | 4      | 0      | 126    | 126    | 1992-2023  |
| ボーイング737-600              | 7      | 0      | 126    | 126    | 1999-2022  |
| ボーイング737-700              | 1      | 不明   | 不明   | 不明   | 2011       |
| ボーイング737-800              | 2      | 0      | 189    | 189    | 1999、2001 |
| ボーイング747-100              | 1      | 不明   | 不明   | 不明   | 1999       |
| ダグラス DC8-30                | 2      | 不明   | 不明   | 不明   | 1979       |
| ダグラス DC10-30               | 2      | 30     | 255    | 285    | 1982、1998 |
| ダグラス MD-90                 | 1      | 不明   | 不明   | 不明   | 1998       |
| ロッキード L-1011 トライスター | 1      | 0      | 362    | 362    | 1994-1995  |

## 事故、トラブル
- 1979年1月12日、ボーイング727型機でハイジャック事件が発生した。全員無事に、リビアのトリポリに緊急着陸した。
- 1992年2月11日、技術者が機体のブレーキをセットするのを忘れたため、エンジンテスト中にボーイング727がチュニス・カルタゴ国際空港の格納庫から転落し、修理できないほど損傷した。
- 2013年2月6日、チュニス・カルタゴ国際空港から離陸していたエアバスA320が滑走路から逸脱した。搭乗者83人全員が生き残ったが、機体は大きく損傷した。